# Giurtelecu Șimleului
Giurtelecu Șimleului (ungerska Somlyógyőrtelek eller Győrtelek; tyska Wüst Görgen) är en ort i nordvästra Transsylvanien i Rumänien med 1 055 invånare (år 2002). Den är också känd som Giurtelec eller Giurtelecu på rumänska. 

## Demografi
| År   | Invånare |
| ---- | -------- |
| 2002 | 1 055    |
| 1992 | 1 149    |
| 1920 | 1 395    |
| 1910 | 1 322    |
| 1900 | 1 216    |
| 1890 | 1 059    |
| 1880 | 996      |
| 1869 | 1 190    |
| 1847 | 684      |
| 1750 | 231      |
| 1720 | 90       |
| 1715 | 72       |